# Mikael Wulff
 Denne artikel omhandler den danske standupkomiker. Opslagsordet har også en anden betydning, se Michael Wulf.
Mikael Wulff (født 2. september 1972) er en dansk standupkomiker, manuskriptforfatter, filminstruktør og tv-vært. Han debuterede på standupscenen i efteråret 1995.
Mikael Wulff har i en årrække lavet standup, blandt andet for FBI, og var en af de fem komikere i standupshowet Fem på flugt. Han har også været holdkaptajn i TV 2 Zulus comedy-quiz Shooting Stars, hvor han også kunne opleves i de seks afsnit af samt Kissmeyer Basic, en serie skrevet af Wulff, instrueret af den prisbelønnede filminstruktør Christoffer Boe og med Mikael Wulff selv og Frank Hvam i de altoverskyggende roller. Wulff har desuden medvirket som fast holdmedlem i Jan Gintbergs Gintberg Show Off på DR2.
I en årrække har han dannet makkerpar med tegneren Anders Morgenthaler og lavet daglige vittighedstegninger under det fælles navn Wulffmorgenthaler i Politiken.
Han blev for alvor landskendt efter introduktionen af TV-udgaven af figuren Dolph, en lyseblå fascistisk flodhest hentet fra Wulffmorgenthalers tegninger, der har gjort Wulff selskab, først i DR2's tv-serie Wulffmorgenthaler og senere i serien Dolph og Wulff hvor Anders Morgenthaler er forsvundet og Dolph til gengæld fylder langt størstedelen af sendefladen.
Mikael Wulff har også medvirket i den første sæson af Langt fra Las Vegas som den lidt skøre dreng, der har tendenser til at lave og sige mærkelige ting. Eksempelvis lavede han i et af afsnittene servietter med smag. Mikael Wulff dyrker stadig standup på landets scener.
Noget af det nyeste Mikael Wulff har været med i er Wulffs Magasin som blev sendt på tv-kanalen DR2. Her optræder Wulff i rollen som sig selv, med store drømme om at lave det perfekte tv-show. Serien er skrevet af Wulff selv og Marie Østerbye.
Wulff er student fra Gammel Hellerup Gymnasium.